# 雨のプラネタリウム
「雨のプラネタリウム」（あめのプラネタリウム）は、1986年6月21日にリリースされた原田知世9枚目のシングル。CBS・ソニー / KADOKAWA RECORDSより発売された。

## 概要
表題曲は、トヨタ『NEWカローラII』CMイメージソングとして使用された。
初回プレス盤はレコード盤がクリア（透明）レコード仕様となっている。
2017年7月にリリースされたアルバム『音楽と私』の初回盤ではセルフカバーが行われた。

## チャート成績
オリコンチャートの登場週数は11週、チャート最高順位は週間12位、累計8.2万枚のセールスを記録した。

## 収録曲
| 全作詞: 秋元康、全作曲・編曲: 後藤次利。 |                        |        |            |      |
| #                                        | タイトル               | 作詞   | 作曲・編曲 | 時間 |
| 1.                                       | 「雨のプラネタリウム」 | 秋元康 | 後藤次利   | 4:08 |
| 2.                                       | 「赤いパンプス」       | 秋元康 | 後藤次利   | 5:07 |
| 合計時間:                                | 合計時間:              | 9:15   |            |      |

## 別バージョン

### リアレンジ
- アルバム『Soshite』：「雨のプラネタリウム （Nineteen-Version）」、（1986年11月28日、CBS/SONY） - 後藤次利編曲。

### カバー
- 林憶蓮（1987年、広東語版「獨行少女」、アルバム『憶蓮』に収録）
- EnGene.（2020年、10thシングル「雨のプラネタリウム」）